# Dolmen de La Piatra
Le Dolmen de la Piatra (ou dolmen de la Pierre), connu aussi sous le nom de Dolmen del Gargantal, est un petit édifice mégalithique situé dans la commune de Nueno, dans la province de Huesca, en Aragon, en Espagne,. Il a été classé Bien d'intérêt culturel.

## Situation
Le dolmen de la Piatra est situé à 977 m d'altitude dans les Pré-Pyrénées de Huesca, dans une zone plus plate du versant. L'endroit est connu sous le nom de Paridera del Gargantal. Il n'y a pas d'autres mégalithes à proximité mais, au nord-est, non loin du dolmen, se trouvent les grottes d'Arica et de Toro, qui sont des sites archéologiques.

## Historique
Le dolmen a été découvert en 1979 par J.J. Generelo, étudiant au Séminaire d'archéologie de l'université de Huesca. L'édifice a été immédiatement étudié par les archéologues Almudena Domínguez Arranz (es) et José Calvo, et par une équipe d'étudiants de l'université. Aucun vestige contemporain de la construction n'a été trouvé lors des fouilles. Seuls cinq petits fragments de céramique vernissée, des restes osseux modernes et, à un niveau inférieur, des éclats de silex sans traces de retouches, ont été trouvés.

## Description
Il s'agit d'un modeste dolmen à chambre funéraire unique, dont le tumulus a entièrement disparu. Il est composé de trois orthostates en pierre calcaire, un à l'ouest et deux petits à l'est, avec une ouverture à l'est et une dalle de couverture très inclinée posée dessus. Le côté nord a ensuite été fermé par un mur en pierres sèches, avec un agencement irrégulier. La chambre funéraire mesure 1,75 × 1,40 m. Elle est datée du IIIe millénaire av. J.-C., au Néolithique récent.